# سایبرمن
در جهان مجموعه داستانی دکتر هو، سایبرمن‌ها در اصل یک گونه ارگانیک از انسان‌ها هستند که در بدن خود قطعات مصنوعی زیادی دارند. آن‌ها زمین را به دلیل جنگ‌های طولانی با انسان‌ها رها کردند و سیاره تلوس را به عنوان سیاره مادر خود انتخاب کردند. در سری سال ۲۰۰۶ سایبرمن‌ها به کلی تغییر کردند. این سایبرمن‌ها در یک دنیای موازی توسط خالق دیوانه‌شان جان لومیک به وجود آمده‌اند. او مغز انسان‌ها را در بدنی فولادی قرار داد.

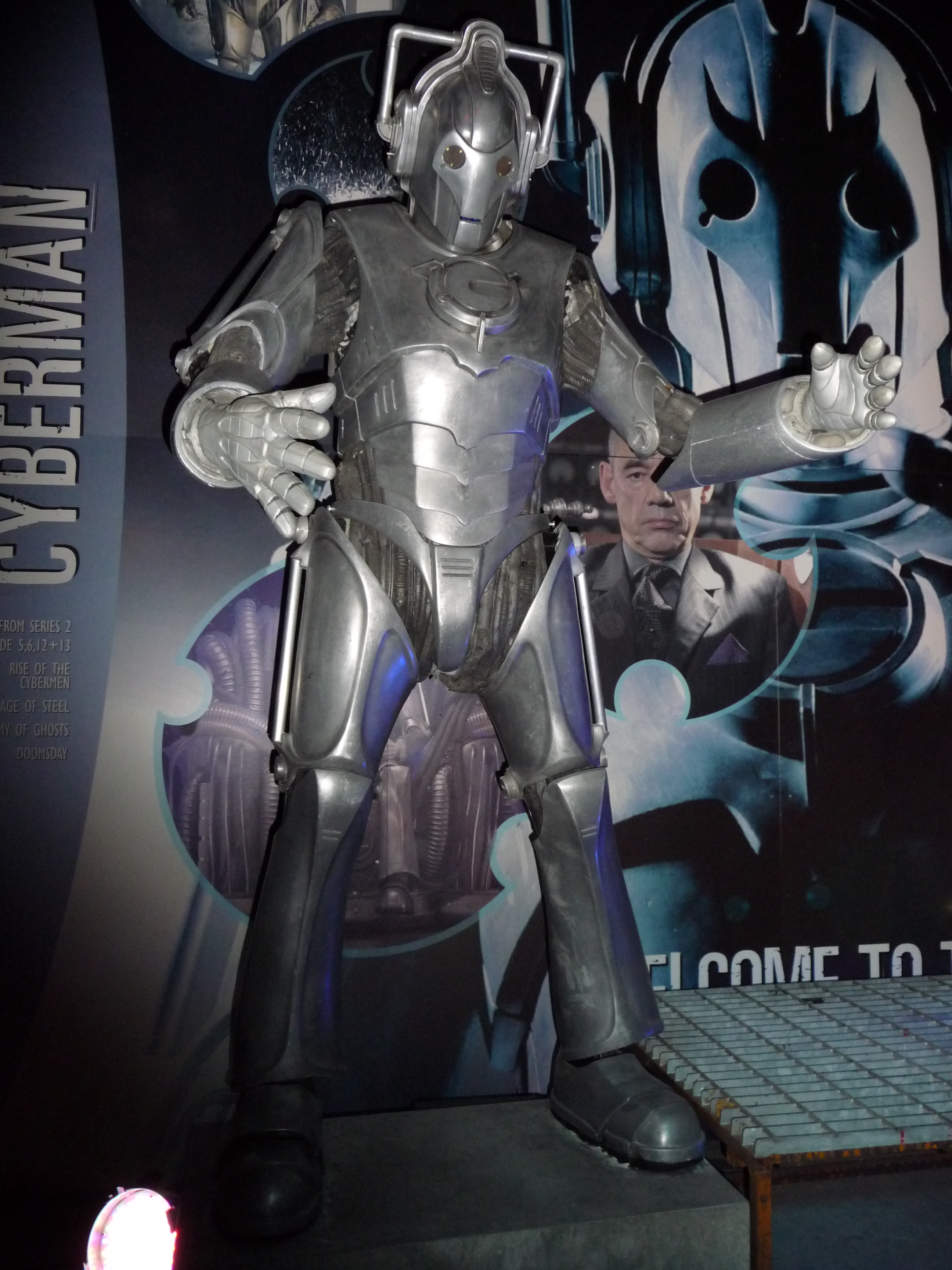
نمای بیرونی سایبرمن